# 月世界本舗

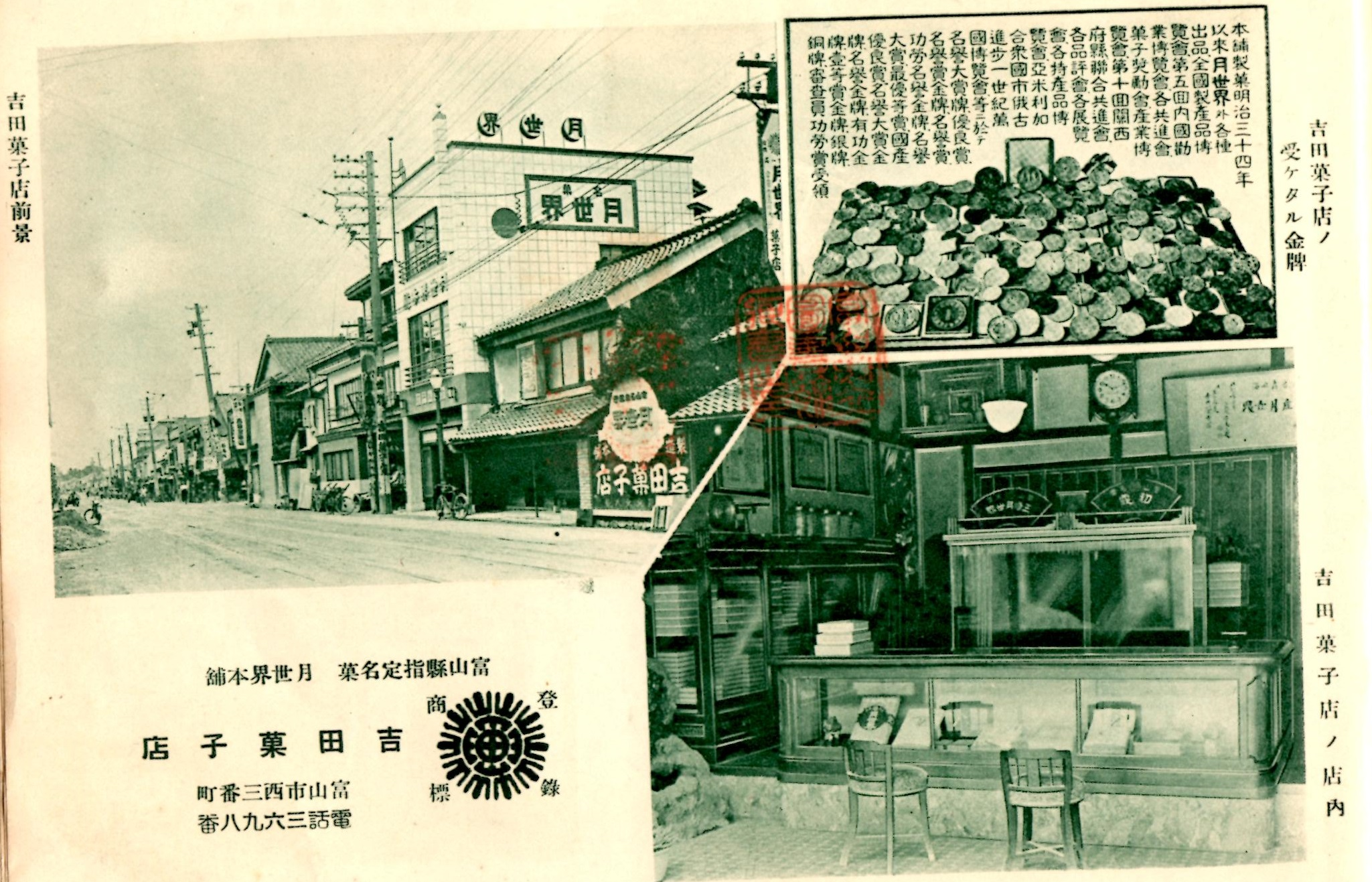
前身の吉田菓子店

有限会社月世界本舗（つきせかいほんぽ）は、富山県にある和菓子メーカー。

## 概要
1897年（明治30年）創業。
主力商品の富山銘菓「月世界」は、鶏卵、和三盆、白双糖を煮詰めた糖蜜と合わせ乾燥させた干菓子で、新鮮な卵白に和三盆と砂糖蜜を加え、泡立った姿をそのままに固める製法は、当初の和菓子作りの定法を破った革新的なものであった。口の中で静かにゆっくりと溶けていく風味が特徴。月世界本舗の創業者吉田栄吉の創案で、夜明けの立山の峯にうかぶ淡い月影から着想を得たという。
他にも「まいどはや」などの富山銘菓と称される菓子を作り続けている。